# Red Barked Tree
Red Barked Tree è il dodicesimo album della post punk band inglese degli Wire, prodotto in digitale il 20 dicembre 2010 e pubblicato su CD il 10 gennaio 2011. Le undici tracce offrono una vasta gamma di differenti stili musicali, passando dal Post-punk, al Rock sperimentale fino all'art punk. La pubblicazione ha ricevuto un'ottima accoglienza da parte della critica, secondo la quale Red Barked Tree rappresenta l'essenza dei loro lavori migliori, coprendo virtualmente tutti gli aspetti della storia dei Wire per creare un best-of del gruppo composto da nuove canzoni.

## Tracce
1. Please Take – 3:51
2. Now Was – 2:24
3. Two Minutes – 2:01
4. Clay – 3:12
5. Bad Worn Thing – 3:33
6. Moreover – 4:34
7. A Flat Tent – 2:16
8. Smash – 3:55
9. Down To This – 4:56
10. Red Barked Trees – 5:35

## Formazione
- Colin Newman - voce, chitarra, vari strumenti
- Graham Lewis - basso, voce d'accompagnamento, vari strumenti
- Robert Grey - batteria